# كأس تونس للكرة الطائرة للرجال 2014–15
كأس تونس للكرة الطائرة للرجال 2014-2015 هو الموسم رقم 59 من كأس تونس للكرة الطائرة للرجال.

فاز بهذا الموسم النجم الرياضي الساحلي.

## روابط خارجية
- الموقع الرسمي للجامعة التونسية للكرة الطائرة.